# Anatoli Sobtxak
Anatoli Aleksàndrovitx Sobtxak (rus: Анатолий Александрович Собчак), (Txità, URSS, 10 d'agost de 1937 - Svetlogorsk, óblast de Kaliningrad, 20 febrer de 2000) va ser un polític rus de l'època de la perestroika, coautor de la Constitució de Rússia. Va ser també el primer alcalde de Sant Petersburg triat democràticament i mentor tant de Vladímir Putin, com de Dmitri Medvédev.

## Biografia
Anatoli Sobtxak va néixer a Txità (Krai de Zabaikàlie, Sibèria, URSS), el 10 d'agost de 1937. El seu pare, Aleksandr Antónovitx Sobtxak, era un enginyer de ferrocarrils, i la seva mare, Nadejda Andréievna Litvinova, era comptadora. Anatoli tenia tres germans. El 1939, la família es va traslladar a l'Uzbekistan, on Sobtxak va viure fins a 1953, any en què va ingressar a la Facultat de Dret de Stàvropol. El 1954, va ser traslladat a la prestigiosa Universitat Estatal de Leningrad.
El 1958, es va casar amb Nonna Gandziuk, estudiant de la Facultat de Professorat Aleksandr Herzen. Van tenir una filla, Maria Sobtxak, que actualment és advocada a Sant Petersburg.
Després de graduar-se a la Universitat Estatal de Leningrad, va treballar durant tres anys com a advocat a Stàvropol. Va tornar a la Universitat Estatal de Leningrad per doctorar-se (1962-1965). Després d'això, va exercir com a professor de dret a l'Escola de Policia de Leningrad i a l'Institut de Tecnologia de la Cel·lulosa i Indústria del Paper, també a Leningrad (1965-1973). De 1973-1990 va ensenyar a la mateixa Universitat Estatal de Leningrad, la seva alma mater.
El 1980 es va casar amb Liudmila Narússova, graduada en història per la Universitat Estatal de Leningrad, que es va doctorar a l'Institut d'Història de l'Acadèmia de Ciències de Rússia i més tard seria una prominent membre del Parlament. Van tenir una filla, Ksenia Sobtxak, actualment presentadora de televisió i figura notòria del Demi monde de Moscou.
El 20 de febrer de 2000, Sobtxak va morir sobtadament a la ciutat de Svetlogorsk durant el seu viatge per recolzar l'elecció de Putin, poc després de la seva reunió amb Putin el 16 de febrer. Està enterrat al Cementeri de Tikhvin en el Monestir d'Alexandre Nevski a Sant Petersburg, prop de la tomba de Galina Starovóitova.